# Hermann Croissant
Hermann Croissant (* 17. Juli 1897 in Landau; † 23. März 1963 ebenda) war ein deutscher Maler und Mitglied der Arbeitsgemeinschaft Pfälzer Künstler (APK).
Seine Werke umfassen Stillleben, Landschaften, Wandmalerei und Menschendarstellungen in Aquarellzeichnungen und Öl-Gemälde, die bis heute auf Auktionen versteigert werden. Sein Stil wurde maßgeblich von Albert Haueisen, Paul Cézanne und Vincent van Gogh geprägt. Ziel seiner Malerei ist Harmonie und Schönheit, die er durch betonten und flächigen Farbauftrag schafft und als „dekorativer Expressionismus“ bezeichnet wird.

## Leben
Geboren als zweites von drei Kindern in eine Künstler- und Sammlerfamilie mit hugenottischen Wurzeln, waren sein Vater Philipp Croissant (13. März 1866–13. Dezember 1935), seine Mutter Luise, geb. Schlosser, seine Schwester Else (19. Mai 1896) und Bruder Richard (11. März 1899, verstorben mit 24 Jahren). Hermann Croissant besuchte von Mai 1903 bis Juli 1907 die Werktag-Schule in Landau und von September 1907 bis Juli 1913 die Königliche Realschule in Landau. Dort zeichnete er sich als vorbildlicher Schüler aus, sodass ihm durch hervorragende schriftliche Leistungen die mündlichen Prüfungen erlassen wurden.
Immerhin konnte er die Schulzeit nicht früh genug abschließen, um seiner Leidenschaft zum Malen und Zeichnen nachzukommen. An einem Wintertag im Jahr 1911 entdeckte Ludwig Herthel den jungen Hermann Croissant beim Landschaftsmalen draußen in der Kälte und sprach ihm sein Lob aus. Seitdem pflegten sie in Kontakt zu stehen, sodass sich bald daraus ein Vater-Sohn-Verhältnis entwickelte und Croissant andere Künstler wie Adolf Doerner, Hermann Sauter oder Haueisen kennenlernte. So wurde er mit 16 Jahren von 1912 bis 1913 endlich Privatschüler von Albert Haueisen in Karlsruhe. Auch hier standen sich Schüler und Meister sehr nah, denn Haueisen schätzte den gelehrigen und talentierten Charakter Hermann Croissants, was in verschiedenen Briefwechseln deutlich wird. Allerdings sah sein Lehrer den Einfluss der Modernen Kunstbewegung auf seinen Schüler ungern. 1912 kam Hermann Croissant beeindruckt von Vincent van Gogh und Cézanne in der Sonderbund-Ausstellung zurück, bei denen er die Freiheit in der Farbverwendung und die Philosophie der Malerei als Vervollkommnungsprozess, als Ich- bzw. Naturfindung bewunderte. Haueisen hingegen vermittelte dem Schüler eine handwerklichere, traditionellere und weniger provozierende Art. Beide Einflüsse schlagen sich in Hermann Croissants Werken nieder.
Danach ging er 1916 nach München, um die Meisterklasse von Becker-Gundahl an der Akademie der Bildenden Künste zu besuchen – nach einem kurzen Umweg 1914 zur Zeichenschule von Knirr. Aus dieser Zeit finden sich einige Briefwechsel, u. a. mit Hermann Croissants langjährigem Freund, dem Kunsterzieher Richard Mund.
Der Erste Weltkrieg, zu dem er nach Abraten durch seinen Professors Becker-Gundahl wegen künstlerischer Begabung doch eingezogen wurde, machte ihn zum überzeugten Pazifisten.
Auf Studienreisen von 1923 bis 1925 nach Dalmatien und Italien entstanden seine Frühwerke. Zurück in Deutschland, lebte Croissant von 1925 bis 1927 erst in Berlin und folgend in Landau.
Sein weiteres Schaffen brachte gefühlvolle Landschaftsbilder, einige vornehme Porträts und Stillleben hervor. Letztere befinden sich in Pirmasens, Landsberg, Landau (altes Kaufhaus) und Zweibrücken (Fasanerie). Seine Fresken in den Weinstuben zum Hexenbäcker in Kaiserslautern wurden während des Krieges zerstört.
Anlässlich seines 50. Geburtstages veranstaltete seine Vaterstadt eine Sonderausstellung seines Kunstschaffens. Auch anlässlich seines 60. Geburtstages veranstaltete die Stadt Landau eine Ausstellung seiner Werke aus den vergangenen Jahren.
Hermann Croissant war dreimal verheiratet und Vater von Thomas (* 1925), Michael (1928–2002) und Doris (* 1935). Er starb am 23. März 1963 in seinem Geburtsort Landau.

## Arbeitsgemeinschaft Pfälzer Künstler (APK)
Im Briefaustausch mit Ludwig Waldschmidt, August Croissant und Daniel Wohlgemuth kamen die Künstler immer wieder auf die katastrophale wirtschaftliche Lage der Bildenden Künste und extreme Notzeit der 1920er zu sprechen. Daher lag der Zusammenschluss zur Verbesserung der schwierigen Lage durch gemeinsame Aktionen und Ausstellungen nahe. Diese Verbindung Bildender Künstler 1922 nannte sich Arbeitsgemeinschaft Pfälzer Künstler (APK).
Im Vorstand der APK waren 1929 der Kunstmaler Peter Koch (3. Vorsitzender) sowie als Beisitzer der Kunstmaler Hermann Croissant, Landau, und der Bildhauer Theobald Hauck, Oggersheim.
Bereits im ersten Jahr führte die APK die Pfälzische Kunstausstellung Ludwigshafen (gemeinsam mit dem Stadtrat, der Geschäftsstelle der Süd-Westdeutschen Wärmewirtschaftsausstellung sowie dem Verein für Bildende Kunst, Ludwigshafen) durch. In dieser Ausstellung erwarb der Staat Ölgemälde von Hermann Croissant, Albert Haueisen, Otto Dill, Richard Pabsdorf, Hanns Fay, zwei Pastelle von Daniel Wohlgemuth, ein Aquarell von Wilhelm Vorholz, drei von Hans Weis und einen Holzschnitt von Hermann Müller.
Zudem erfreute die autarke Ausstellungstätigkeit der APK sich der einflussreichen Unterstützung von Direktor Graf und seinen Mitarbeitern.

## Werke (Auswahl)

### Datierte Werke, chronologisch geordnet
- Industriebrache, 1917
- Liegender weiblicher Rückenakt, 1922
- Waldstück in den Pfälzer Bergen, 1930
- Pfälzer Landschaft im Frühling, 1933
- Bunter Sommerblumenstrauß, 1940
- Poprad bei Alt-Sandez (Slowakei), 1943
- Große Amaryllis, 1944
- Damenbildnis (in dunklem Kleid), 1944
- Nelken in einer Vase, 1947
- Hügelige Wiesenlandschaft, 1949
- Südpfälzer Landschaft bei Landau, 1950
- Sitzender weiblicher Akt im Atelier, 1950
- Landschaft bei Varzi, 1954
- Blick aus meinem Atelierfenster, 1955
- Äpfel und Birnen vor Gummibaum, 1956
- Weite sommerliche Wiesenlandschaft, 1956
- Herbst am Löhl, 1960
- Mandelbaum, 1960

### Undatierte Werke
- Badende an einem See – Gitarrenspieler, Liegende
- Blick in einen sommerlichen Garten
- Kniender weiblicher Akt (Terrakotta)
- Liegender weiblicher Akt
- Seeufer mit Steg und Bootshaus
- Stillleben mit Äpfeln
- Stillleben mit Äpfeln und Birnen
- Stillleben mit Blumen, Schale und Buch

Quelle: